# يوست شميت
يوست شميت (بالألمانية: Joost Schmidt)‏ هو طابع حروف ‏ ورسام ألماني، ولد في 5 يناير 1893 في فونستورف في ألمانيا، وتوفي في 2 ديسمبر 1948 في نورنبرغ في ألمانيا.